# Sea Baby
Sea Baby (с англ. — «Морской малыш», укр. Морський малюк) — украинский многоцелевой беспилотный надводный аппарат разработан Службой безопасности Украины во время полномасштабного российского вторжения в Украину. БНА этого типа активно участвовали в боевых действиях на Чёрном море и нанесли повреждения нескольким российским кораблям. Также БНА этого типа были задействованы в подрыве Крымского моста.

## История
По версии СБУ, идея создания беспилотных ударных лодок принадлежит бригадному генералу СБУ на псевдо «Хантер». Первые модели были созданы к июлю 2022 в коллаборации со специалистами ВМСУ и некоторой частной компанией. Позже в СБУ решили разрабатывать беспилотники самостоятельно, результатом чего стал Sea Baby, а эта частная компания позже создала БНА «MAGURA» для ГУР.
Модели конца 2023 года уже имели несколько дублирующих систем связи, были изготовлены из малозаметных материалов и имели боевые части до 850 кг по сравнению со 108-килограммовыми в первых версиях.
В последние месяцы 2023 Sea Baby превратились из камикадзе в многоцелевую платформу, которая может выполнять различные задачи. По словам Хантера философией развития БНА стала декомпозиция боевого корабля на отдельные элементы, как средства ПВО, средства поражения, средства защиты и т.д., которые устанавливаются на отдельные беспилотные лодки.
22 февраля 2024 фонд UNITED24 вместе с monobank в представительстве генерального директора Олега Гороховского, блогеров Сергея Стерненко и Игоря Лаченкова запустили сбор на сумму 297,5 млн гривен на 35 лодок.
6 марта 2024 года бригадный генерал военной контрразведки СБУ Иван Лукашевич представил первый из БНА по имени «Авдеевка», который стал мощнее прошлых образцов. В СБУ рассказали, что этот беспилотник многоразовый и имеет собственное вооружение, с помощью которого может поражать цели и помогать более дешевым беспилотникам.

## Боевое применение
17 июля 2023 в 03:04 и 03:20 по местному времени два Sea Baby атаковали Крымский мост, в результате чего было повреждено сопротивление и пролет моста.
14 сентября 2023 года, вероятно, поражен малый ракетный корабль «Самум», позже появилось видео буксировки корабля с заметным креном.
В октябре 2023 года повреждения от атаки Sea Baby получили патрульный корабль проекта 22160 «Павел Державин», буксир «Профессор Николай Муру», а в декабре — гидрографический катер «Владимир Козицкий».